# Frans Floris de Vriendt

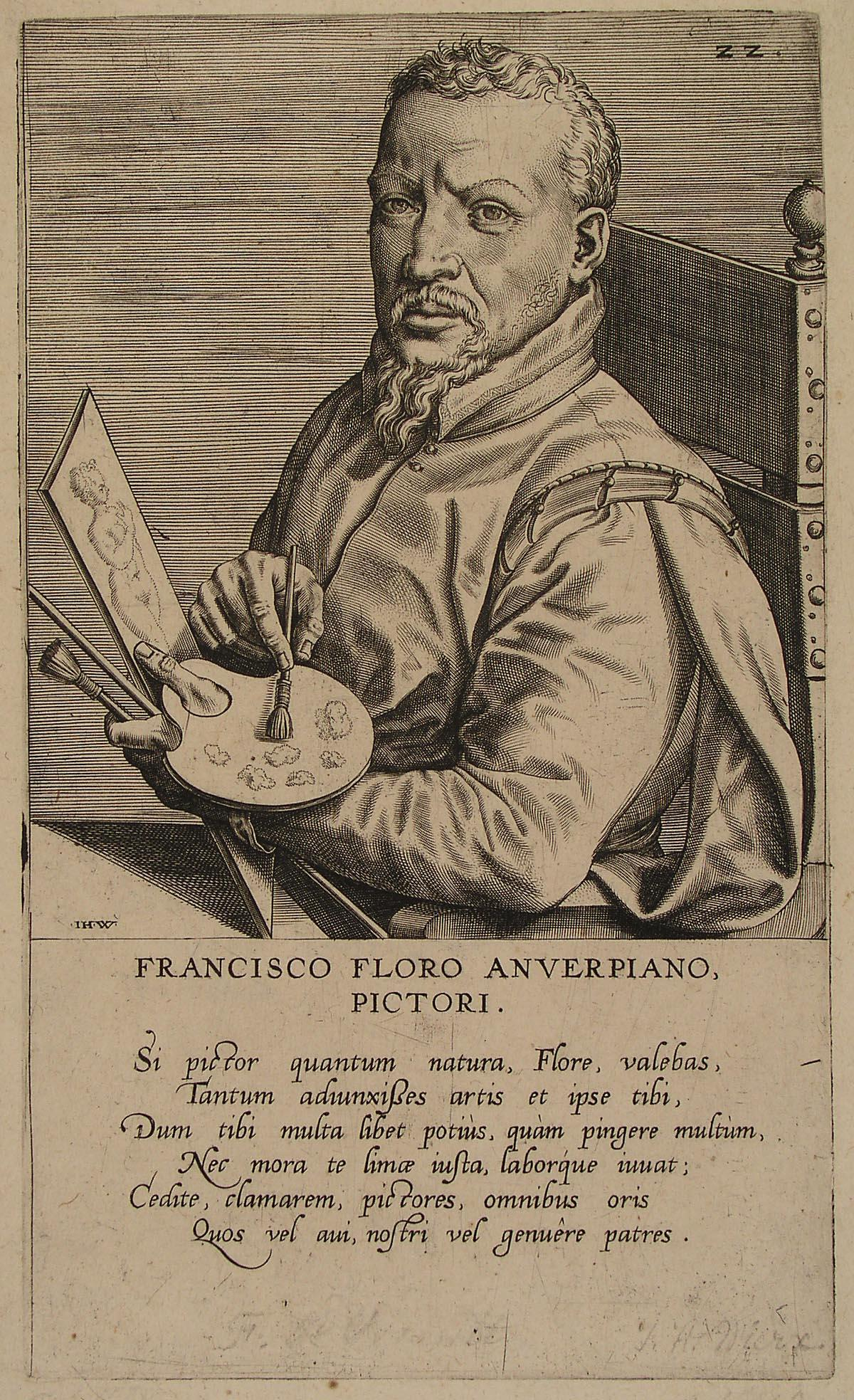
Retrato de Frans Floris por Hieronymus Wierix.

Frans Floris de Vriendt o Franck Floris de Vriendt (Amberes, c. 1519 - Amberes, 1570); pintor flamenco del siglo XVI
Tras viajar en su temprana juventud a Italia en donde se dedicó a estudiar a los grandes maestros (Leonardo, Miguel Ángel, Rafael entre otros) retornó a su ciudad natal para establecerse en ella definitivamente.
Frans Floris de Vriendt se destaca por haber introducido el manierismo y un conjunto de rasgos pictóricos de procedencia italiana que son llamados "romanismo" en Flandes y los Países Bajos. Por otra parte influyó directamente en su hermano el escultor y arquitecto Cornelis Floris de Vriendt. Su particular manierismo evidencia temáticamente y estilísticamente los influjos de la pintura flamenca, en el uso de colores sobrios y en la tensión de los personajes en escenas tales como las del Juicio Final.
La mayoría de sus realizaciones se encuentra en los museos de Amberes, Bruselas, Florencia, Châlons-en-Champagne y Múnich.

## Principales obras
- Los doce trabajos de Hércules (c. 1552 Museo de Bellas Artes de Amberes).
- La caída de los ángeles rebeldes (1554).
- El halconero o El cetrero (1558)
- Mujer sentada (1558)
- El juicio final (1556).